# منطقه کلان‌شهری شیکاگو
منطقه کلان‌شهری شیکاگو یا شیکاگولند (به انگلیسی: Chicagoland)، منطقه کلان‌شهری مرتبط با شیکاگو، ایلینوی، و حومهٔ آن است. این منطقه با پیوندهای جغرافیایی، اجتماعی، اقتصادی و فرهنگی با شهر ارتباط نزدیکی دارد.